# Stade Nemesio-Díez
Pour les articles homonymes, voir Diez.
Le stade Nemesio-Díez (Estadio Nemesio Díez) est un stade de football situé à Toluca au Mexique.
Le stade accueille principalement les matchs du Club Toluca.

## Histoire
Il est inauguré en 1954 et a accueilli des matchs de la Coupe du monde de football de 1970 et de la Coupe du monde de football de 1986

## Matchs de coupe du monde
| Date         | Match              | Affluence |
| ------------ | ------------------ | --------- |
| 3 juin 1970  | Italie 1-0 Suède   | 13 433    |
| 7 juin 1970  | Suède 1-1 Israël   | 9 624     |
| 14 juin 1970 | Mexique 1-4 Italie | 26 851    |

| Date         | Match                 | Affluence |
| ------------ | --------------------- | --------- |
| 4 juin 1986  | Paraguay 1-0 Irak     | 24 000    |
| 8 juin 1986  | Irak 1-2 Belgique     | 20 000    |
| 11 juin 1986 | Paraguay 2-2 Belgique | 16 000    |